# Tao Yin
El tao yin (o do in en japonés) son una serie de ejercicios de respiración y concentración practicados por taoístas para cultivar el chi, que es la energía interna del cuerpo de acuerdo con la medicina tradicional china.
La práctica del tao yin fue un precursor de la qigong, y fue practicado en un monasterio chino de cultivo de salud y espiritualidad junto con shaolin quan. También se dice que es un ingrediente primario de formación en el conocido «estilo suave» del arte marcial chino taichí.

## Efectos
Una típica sesión de ejercicios tao yin se basa en el movimiento de los brazos y el cuerpo al mismo tiempo que la inhalación y la exhalación controlada. Cada ejercicio está diseñado con un objetivo diferente, por ejemplo, efectos calmantes o la capacidad del pulmón expandido.
Algunos de los ejercicios actúan como sedantes, algunos como un tónico estimulante, mientras que otros ayudan en la activación, el aprovechamiento y cultivo interior de la energía chi. Aparte de la excelente salud que se gana con ello, también ayuda en la apertura de todo el cuerpo, mejorar el funcionamiento del sistema nervioso, aumento de la capacidad mental, dar un mayor control de la mente, aumentar la percepción y la intuición y dar tranquilidad a la mente, que a su vez confiere la armonía interna y una mayor felicidad.